# Psilopleura haemasoma
Psilopleura haemasoma är en fjärilsart som beskrevs av Curtis. Psilopleura haemasoma ingår i släktet Psilopleura och familjen björnspinnare. Inga underarter finns listade.